# Tacurong
Tacurong è una città componente delle Filippine, ubicata nella Provincia di Sultan Kudarat, nella Regione di Soccsksargen.
Tacurong è formata da 20 barangay:
- Baras
- Buenaflor
- Calean
- Carmen
- D'Ledesma
- Gansing
- Kalandagan
- Lancheta
- Lower Katungal
- New Isabela
- New Lagao
- New Passi
- Poblacion
- Rajah Nuda
- San Antonio
- San Emmanuel
- San Pablo
- San Rafael
- Tina
- Upper Katungal